# Грабровец (Забок)
Грабровец је насељено место у саставу града Забока у Крапинско-загорској жупанији, Хрватска. До територијалне реорганизације у Хрватској налазио се у саставу старе општине Забок.

## Становништво
На попису становништва 2011. године, Грабровец је имао 607 становника.

## Попис1991.
На попису становништва 1991. године, насељено место Грабровец је имало 667 становника, следећег националног састава:
| Попис 1991.‍  | Попис 1991.‍  | Попис 1991.‍ | Попис 1991.‍ | Попис 1991.‍ |
| ------------ | ------------ | ----------- | ----------- | ----------- |
|              |              |             |             |             |
| Хрвати       | Хрвати       |             | 655         | 98,20%      |
| Словенци     | Словенци     |             | 3           | 0,44%       |
| Југословени  | Југословени  |             | 2           | 0,29%       |
| Македонци    | Македонци    |             | 2           | 0,29%       |
| Немци        | Немци        |             | 1           | 0,14%       |
| Срби         | Срби         |             | 1           | 0,14%       |
| регион. опр. | регион. опр. |             | 2           | 0,29%       |
| непознато    | непознато    |             | 1           | 0,14%       |
| укупно: 667  |              |             |             |             |